# Ricardo Romera
Ricardo Bernabé Romera, mais conhecido como Romera ou Ricardo (no Brasil) (La Plata, 20 de agosto de 1947 – 12 de novembro de 2000) foi um futebolista argentino que atuava como goleiro.

## Carreira
Começou sua carreira nas categorias de base do Gimnasia y Esgrima La Plata.
Profissionalizou-se somente em 1964, quando foi o terceiro goleiro da Argentina nas Olimpíadas de Tóquio, atrás de Cejas e Marin.
Em 1967, sagrou-se campeão do Torneio Promocional com o Gimnasia e um ano depois estreou na categoria mais alta do futebol argentino.
Em 1968, foi vendido para o Rosário Central, onde brigou pela posição com Andrada, que seria vendido ao Vasco, e Carnevalli.
Em 1970 mudou-se para o Equador para jogar na Universidade Católica, onde se destacou pelas boas atuações em campo. Lá permaneceu por quatro temporadas, até 1974.
Em 1974, o Jalisco, equipe mexicana de Guadalajara, comprou seu passe por 80 mil dólares.
Em 1976, chegou ao Santos como contrapeso na venda do atacante Miranda ao clube mexicano. No Brasil, onde ficou conhecido como Ricardo, chegou inicialmente apenas para testes em maio, acima do peso e como grande incógnita, mas acabou ficando por três temporadas, até 1978, atingindo próximo dos sessenta jogos, até pendurar as luvas.

## Vida pessoal
Foi casado com a espanhola dona Pepita, com quem teve uma filha de nacionalidade equatoriana, Marlene.
Ele morreu em 12 de novembro de 2000, aos 53 anos.